# Трансилвански саксонци
Трансилванските саксонци (на немски: Siebenbürger Sachsen; на унгарски: Erdélyi szászok; на румънски: Sași) или саси са немскоезична общност, която се установява в географската област Трансилвания през XII-XIII век.
Немската колонизация на областта започва при управлението на унгарския крал Геза II (1141-1162), като нейната първоначална цел е укрепването на югоизточната граница на кралството. Заселниците започват да бъдат наричани с общото име саксонци, макар че повечето от тях идват от западните части на Германия и в действителност говорят трансилвански саксонски език. На Балканите те са поканени първоначално от сръбския крал Стефан Урош I, за да разработват находищата на руди, включително в завзетите от сърбите тогава Осогово, Чипровци и другаде. Процесът по усилена разработка на рудниците продължава и през първите векове след падането на българските земи под османска власт. Османците, силно заинтересовани от стратегически важния металодобив на Балканите, докарват още саксонски рудари от районите на Банат и Седмиградско.
Саксонските рудари, обикновено са на неголеми групи, и изпълняват специфичнити операции при добива на рудата, обогатяването и преработването ѝ в метал и изработката на металните изделия. Повечето от неквалифицираните и тежките работи се изпълняват от местни работници и част от тях след продължителна съвместна работа научават много от най-важните професионални тайни на рударството. В България саси живеели освен в района на Чипровци и в рударския център Самоков, където са регистрирани 265 рударски домакинства. Проучвания от началото на 20 век на българското народно творчество свидетелстват, че саси са живели в района на Неврокопско. По българските земи наименованието на сасите се открива в имена на селища, местности, махали и реки като: с. Сасе и с. Шашево, Кратовско; с. Саса и Саска река, Делчевско; Сасани – махала в Страдалево, Кюстендилско; Шашки проход, Кулско; Горна и Долна Шашка, реки, които извират от Връшка чука, Шашкин дол – при с. Железна, Чипровско и др.
От средата на XX век значителен брой трансилвански саксонци напускат Румъния и се изселват, главно в Германия, като днес броят им в Трансилвания е под 37 хиляди.